# Марк Вотсон
Марк Стюарт Вотсон (англ. Mark Stewart Watson; народився 8 вересня 1970, Ванкувері, Канада) — канадський футболіст, захисник, відомий за виступами за збірну Канади. По завершенні ігрової кар'єри займається тренерською діяльністю.

## Клубна кар'єра
Вотсон почав свою професійну кар'єру в 1990 році виступаючи за команди «Оттава Інтрепід», «Гамільтон Стілерз», «Монреаль Супра» і «Ванкувер Вайткепс».
У 1993 році Марк перейшов в англійський «Вотфорд», де через високу конкуренцію йому не завжди знаходилося місце в складі.
У 1996 році з формуванням MLS Марк повернувся в Північну Америку, де грав за «Коламбус Крю», «Нью-Інгленд Революшн» і «Сіетл Саундерз».
Після упевненої гри за американські клуби Вотсоном знову зацікавилися в Європи. У 1997 році він перейшов в шведський  «Естер», а по закінченні сезону повернувся в Англію, де грав за «Оксфорд Юнайтед» і «Олдем Атлетік».
У 2001 році Марк приєднався до «Ді Сі Юнайтед». По закінченні сезону Вотсон перейшов в «Чарлстон Беттері», за який виступав  до кінця кар'єри.

## Міжнародна кар'єра
16 березня 1991 року в товариському матчі проти збірної США Вотсон дебютував у збірній Канади. У 1991 році в складі збірної Марк взяв участь у Золотому кубку КОНКАКАФ. На турнірі він зіграв у матчах проти збірних Гондурасу, Мексики і Ямайки.
У 1993 році Вотосон вдруге взяв участь у розіграші Золотого кубка КОНКАКАФ. На турнірі він зіграв у матчах проти Коста-Рики, Мартиніки і Мексики.
31 липня того ж року у відбірковому матчі чемпіонату світу 1998 року проти збірної Гондурасу Марк забив свій перший гол за національну команду.
У 2000 році Вотсон став переможцем розіграшу Золотого кубка КОНКАКАФ. На турнірі він зіграв у матчах проти команд Коста-Рики, Південної Кореї, Мексики, Тринідаду і Тобаго і Колумбії. У поєдинку проти тринідадців Марк забив гол.
У 2001 році Вотсон взяв участь в Кубку Конфедерацій 2001 в Японії і Південній Кореї. На турнірі він зіграв у матчах проти Японії і Бразилії.

### Голи за збірну Канади
| #   | Дата           | Місце                                             | Противник         | Рахунок | Результат | Змагання                            |
| --- | -------------- | ------------------------------------------------- | ----------------- | ------- | --------- | ----------------------------------- |
| 01. | 31 липня 1993  | Стадіон Співдружності, Едмонтон, Канада           | Австралія         | 1:1     | 2:1       | Чемпіонат світу 1994 (кваліфікація) |
| 02. | 15 грудня 1996 | Естадіо Кускатлан, Сан-Сальвадор, Сальвадор       | Сальвадор         | 0:1     | 0:2       | Чемпіонат світу 1998 (кваліфікація) |
| 03. | 24 лютого 2000 | Лос-Анджелес Меморіал Колізеум, Лос-Анджелес, США | Тринідад і Тобаго | 0:1     | 0:1       | Золотий кубок КОНКАКАФ 2000         |

## Тренерська кар'єра
Після закінчення ігрової кар'єри Вотсон став асистентом у збірній Канади.
У 2013 році він очолив американський «Сан-Хосе Ерсквейкс», в якому до цього з 2010 року працював асистентом.
У 2014 році повернувся до асистентської практики, перейшовши на роботу у клуб «Орландо Сіті», де пропрацював два роки. 
16 січня 2017 року Вотсон увійшов до тренерського штабу «Міннесоти Юнайтед» як помічник головного тренера Едріана Uіта.

## Досягнення
Міжнародні
 Канада
- Переможець Золотого кубка КОНКАКАФ: 2000

Індивідуальні
- Футболіст року в Канаді: 1997
- Канадський футбольний Зал Слави: 2008